# Гарем

«Сцена в гаремі» художника Антоніо Ґуарді

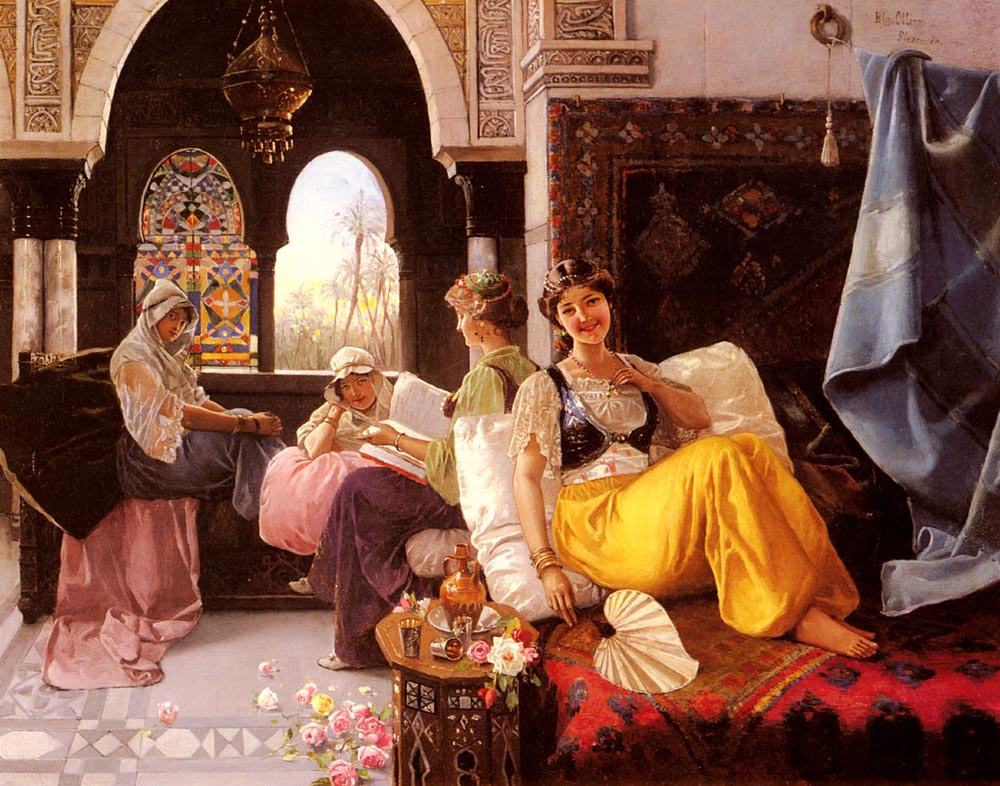
«Сцена в гаремі» художника (1915)

Гаре́м (від араб. حرام, Хара́м — відокремлювати, забороняти) — заборонена частина будинку мусульманина, в яку не допускаються сторонні і виділена для жінок (мати, дружина, дочки, родички господаря, невільниці і жіноча прислуга) і малолітніх дітей. 
Слово «гарімі» використовується для позначення всіх жінок у гаремі. «Занада» (від перського слова «зан», «жінка») — термін, використовуваний для гаремів в Індії, «андарун» (перська: «внутрішня частина» будинку) в Ірані.
Входити до гарему мав право тільки господар будинку, а також, при виконанні особливих умов, деякі інші чоловіки для лікування, здійснення комерційних угод, читання Корану. При цьому відвідувачі не могли бачити відкритими обличчя жінок. Згідно з шаріатом, вторгнення в гарем є тяжким правопорушенням.
Головною особою у гаремі, після господаря, вважається його мати. Охорону і обслуговування багатих гаремів в середньовіччя виконували євнухи-невільники. В гаремі виконується прописане ісламом затворництво жінок.
Хоча зазвичай цей термін у не мусульманських країнах асоціюється з ісламськими звичаями, гареми, як відомо, існували задовго до мусульманських цивілізацій Близького Сходу; там гареми служили безпечними, особистими кварталами жінок, які, проте грали різні ролі в суспільному житті. Мухаммед не створив ідею гарему чи відокремлення й закриття вуаллю жінок, але він підтримував їх, і де розповсюдився Іслам, ці звичаї уставились з ним. Фактичне видалення жінок від суспільного життя було типовіше для мусульманського гарему, ніж для його попередників, хоча за багато періодів історії мусульманські жінки в гаремі здобували різні міри політичної влади.
У домусульманських Ассирії, Персії і Єгипті більшість із королівських дворів включала гарем, який складався із дружин правителя й коханок, їхніх жінок-служниць та євнухів. Ці королівські гареми мали важливу політичну та соціальну роль. Правителі часто додавали дружин до своїх гаремів як засіб укладення політичних альянсів. Оскільки дружини намагалися вивести себе й своїх синів у владу, гарем став ареною, у якій конкуруючі фракції боролися за панування у дворі. З тих пір як ці жінки були зазвичай із впливових і могутніх сімейств, у інтриг гарему часто були найрізніші наслідки, зокрема, у деяких випадках, падіння династій.
Великі гареми були звичайні в багатих сім'ях в арабських країнах у ранні десятиліття 20-го сторіччя. У багатших будинках, кожна дружина мала свій власний набір кімнат і служителів; жінки в менш заможних сім'ях мали менше житло та рівень комфорту, але навіть найбідніші арабські сім'ї забезпечують окреме відділення для чоловіків і жінок. До другої половини 20-го сторіччя, гареми існували тільки серед найконсервативніших елементів арабського суспільства.